# 迁徙的鸟
《迁徙的鸟》（法語：Le Peuple Migrateur），Jacques Cluzaud、Michel Debats和雅克·貝漢（兼任编剧以及旁白）于2001年执导的一部纪录片。影片表现了鸟类在其迁徙中的旅程。

## 奖项
该影片曾获奥斯卡最佳纪录长片奖提名。